# 巴斯

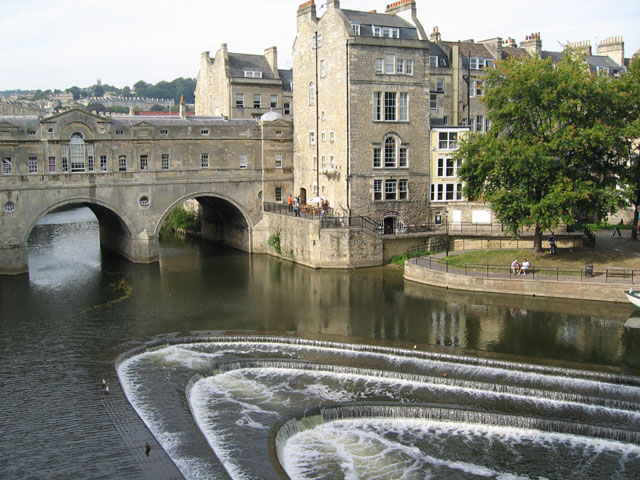
帕特尼橋

巴斯（/ˈbɑːθ/或/ˈbæθ/）是英國英格兰西南區域薩默塞特郡巴斯和東北薩默塞特區的一座城市，位于伦敦以西156千米，布里斯托尔东南21千米，2021年人口普查時人口為94,092，較2001年人口增加了9900人。1590年，巴斯获得伊丽莎白女王一世颁发的皇家特许证而成为市级行政单位，1889年，它从萨默塞特郡中脱离出来，成为一个自治市，获得独立的行政管理权。1974年埃文郡成立，它被划归其中。1996年埃文郡废除后，巴斯和东北萨默塞特单一管理区成立，巴芙市成為該區的行政中心。
巴斯城最早建于公元43年，當時作為羅馬帝國不列顛行省的一部分，巴斯是罗马人的温泉圣地，拉丁文名字是Aquae Sulis，意為「蘇利絲之水」。但口头流传的说法称巴斯建城时间比这更早。埃文河谷地区的温泉是英格兰唯一的天然温泉，罗马人就在河谷之中，巴斯周围的小山上建立了温泉浴场和一座寺庙。公元973年，埃德加在巴斯修道院加冕成为英国国王。多年之后的乔治王时代，巴斯成为一个温泉圣地。这使巴斯城急剧扩张，留下许多杰出的乔治时期巴斯石制建筑。1987年，巴斯城当选为世界遗产城市之一。城中的各种剧院、博物馆，以及其它文化和运动场所吸引了大批游客，巴斯因而成为主要的旅游城市。每年，造访巴斯的过夜游客超过100万，一日游游客超过380万。该城有两座大学，几所学校和学院。鼎盛的服务业，信息和通信产业、创意产业的逐渐成长，为巴斯城和周边地区的人们提供了就业机会。

## 历史

### 凯尔特时期和罗马时期

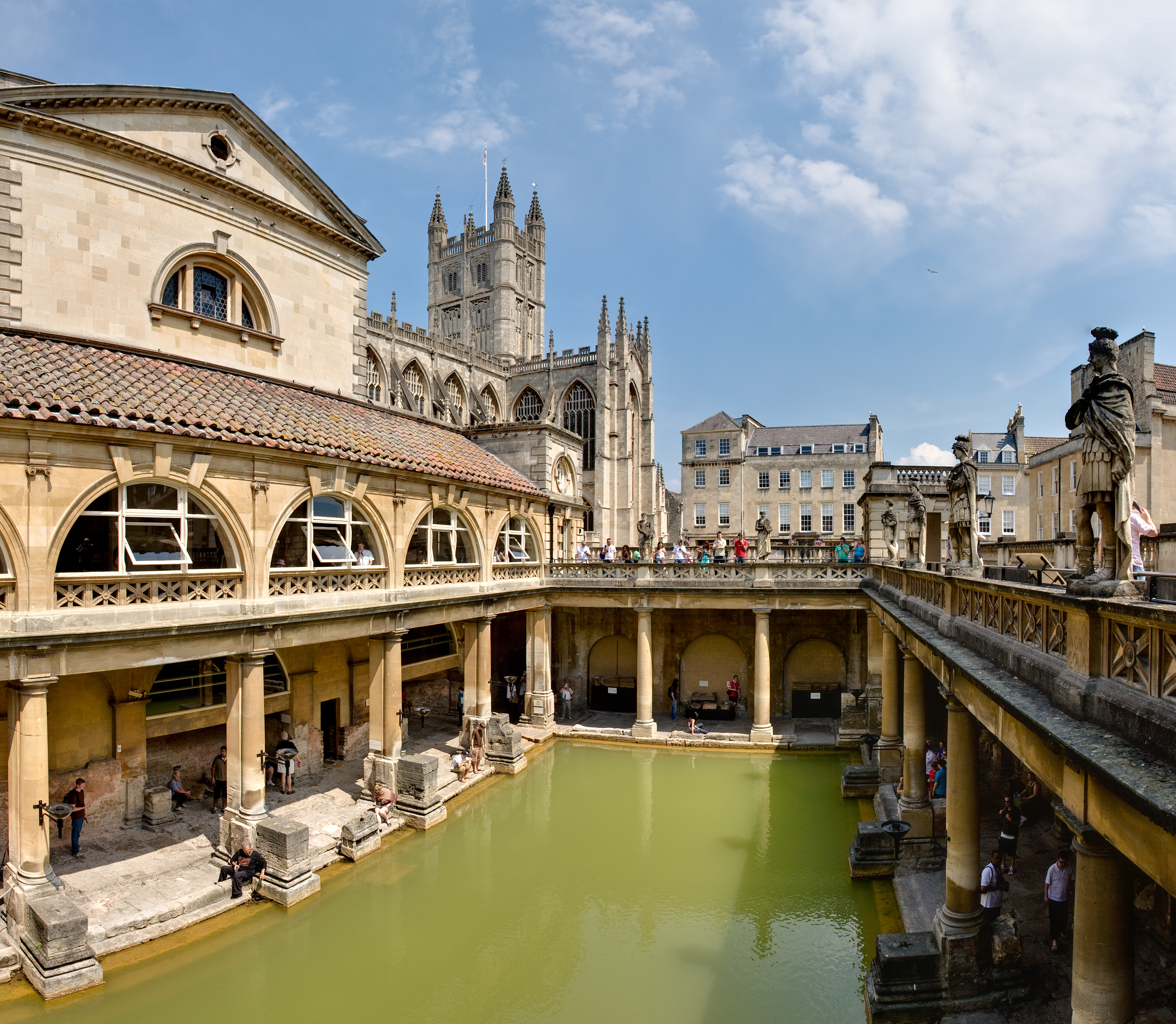
最大的罗马浴池。柱基以上的整个建筑均建于后世。

考古证据显示，罗马时期巴斯最主要的温泉所在地在凯尔特时期是一座神庙，供奉苏利丝女神，古罗马人把苏利丝女神视同于罗马神话中的密涅瓦；罗马入侵后，古罗马人仍沿用了苏利丝的名字，因此这座城市的罗马名称是“阿魁-苏利丝”（意为“苏利丝之水”）。在神池中，考古专家发掘出一些称作“咒语符”的金属片，上有拉丁文刻下的咒语。在修复了这些文字之后，专家们发现，这些金属片其实是写给苏利丝女神的信。作者往往是受到不公待遇的人，诅咒那些他们认定的欺凌者。比如，如果一个公民在沐浴时衣服丢了，他就可以写一条咒语给苏利丝女神，诅咒他认定的疑犯。
神庙建于公元60年-70年，温泉浴场在接下来的400年中逐渐建成。罗马不列颠时期，工程师在泥池里放置橡木巩固地基，并用灌铅的不规则石室围住浴池。公元二世纪，温泉上盖了一座木制拱形穹拱建筑，分开了热水浴池，温水浴池和冷水浴池。巴斯城在三世纪左右修建了防御城墙。在五世纪头十年，罗马撤出不列颠，浴池失去了维护，最终完全被淤泥掩埋。

### 后罗马和撒克逊时代

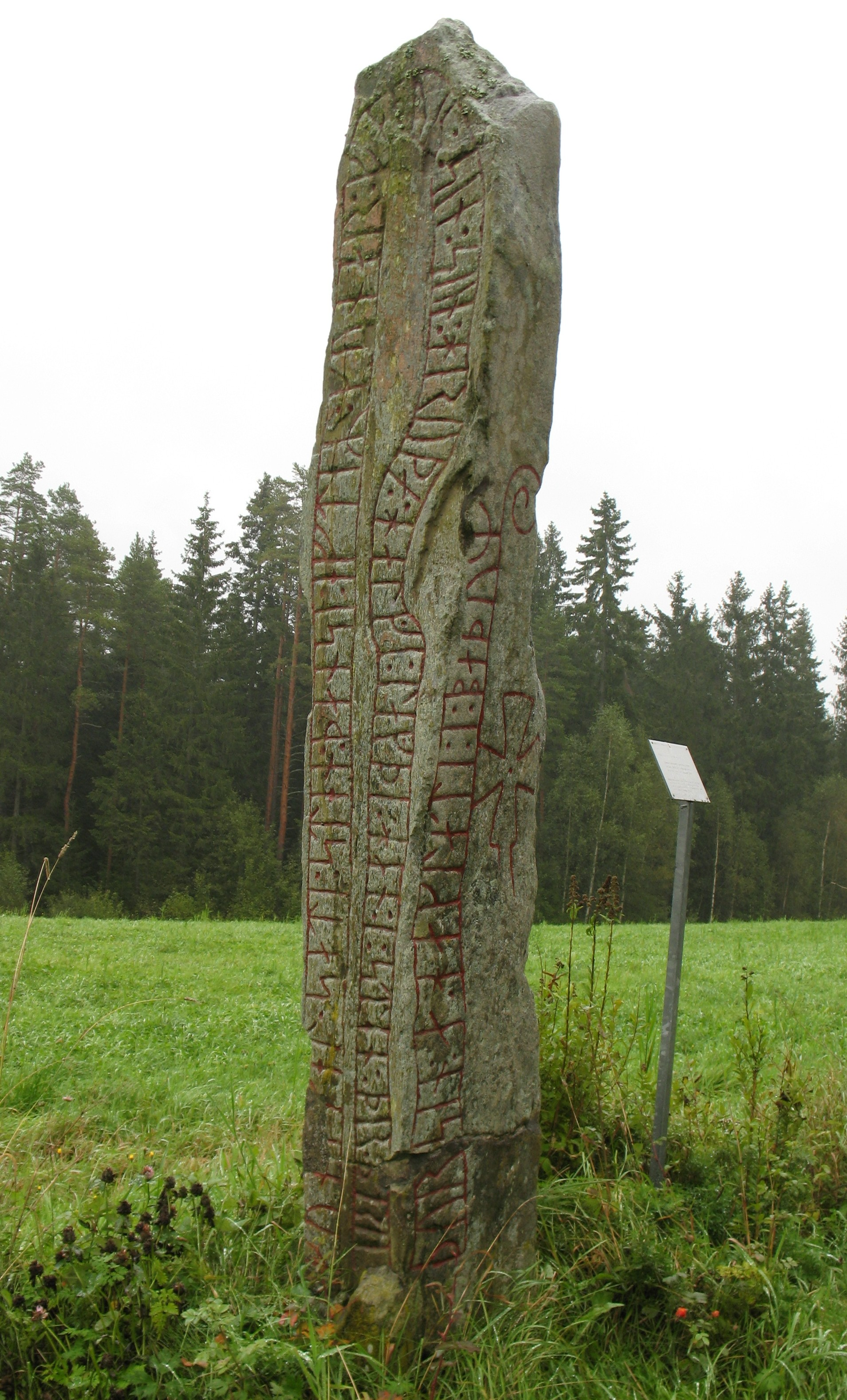
这符石用来纪念死在巴斯的北欧海盗。

巴斯可能就是蒙斯巴顿山战役的地点（公元5世纪），据说亚瑟国王就是在这儿打败了撒克逊人，但是这一说法有争议。盎格鲁萨克逊编年史，记载在Deorham战役后，公元577年巴斯被西部的撒克逊人占领。盎格魯-撒克遜人称小镇为Baeum、Baean或Baeon，意思在浴场，这也是当今名字的来历。在675年，奥斯里克国王Hwicce在巴斯建造了一座教堂，用墙圈起来用来作为其专用区。著名的盎格鲁萨克逊诗The Ruin描述了当时古罗马所在地的外观。781年麦西亚的欧法国王拥有了这所教堂，并且对其修缮，用来供奉圣彼得。到了9世纪，古罗马街道的图案已经遗失，巴斯也变成了皇家领地，在经过阿尔弗雷德的重新设计后，其东南部分成了一座修道院。在973年，英格兰的埃德加在巴斯修道院加冕英格兰国王。

### 诺曼时期、中世纪时期和都铎时期

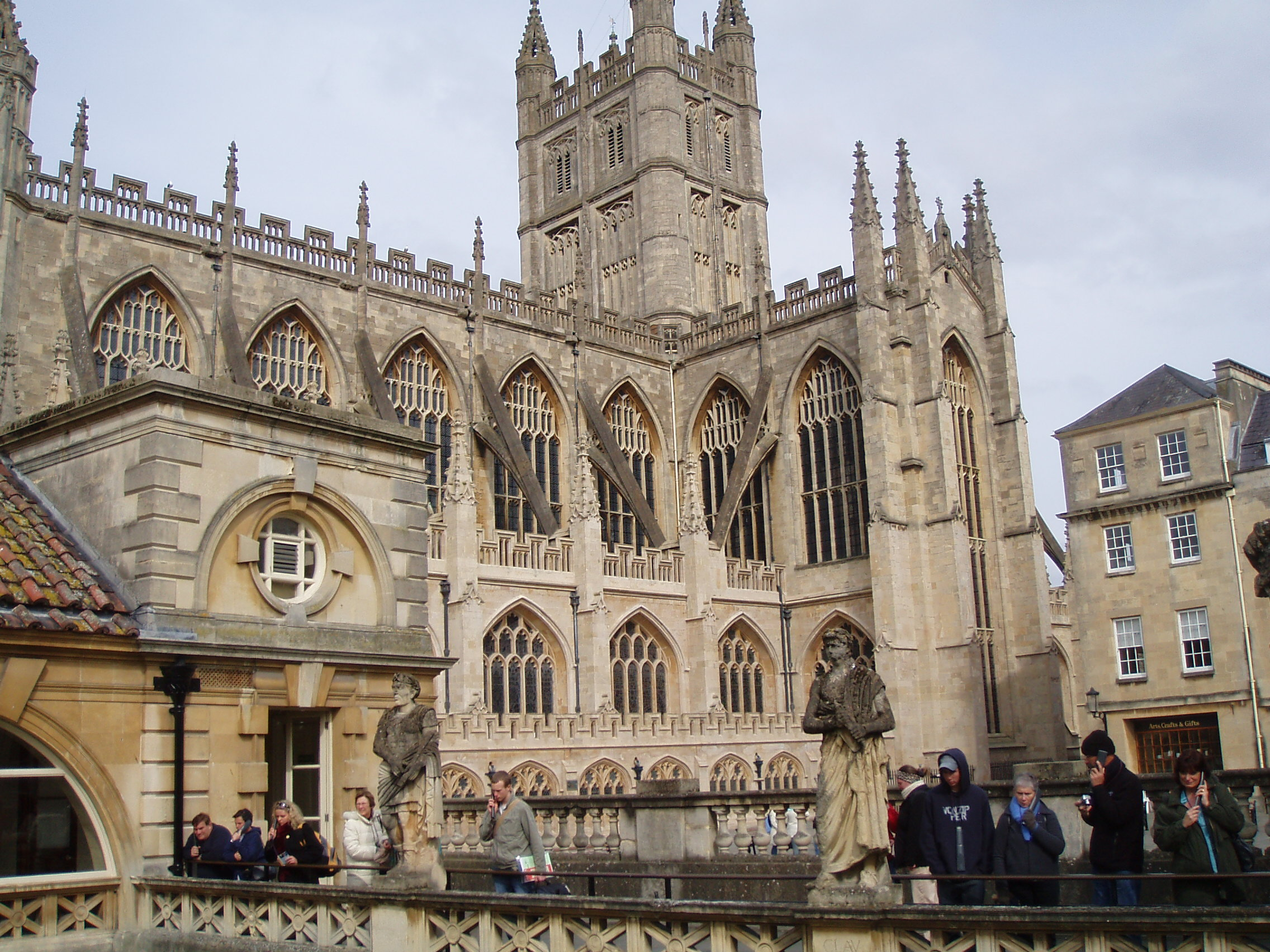
从巴斯罗马浴场上层看巴斯修道院

国王威廉二世将城市赐给皇家内科医生约翰·图尔，他在1088年成为韦尔斯地区主教及巴斯地区修道院院长。因罗马教会有规定，主教要在城镇中任职，约翰就自行将自己从韦尔斯地区调到巴斯。他主持修建了一座大教堂作为自己主教的教会，并在教堂外再修一座小修道院，将其个人宫殿盖在修道院旁侧并在三处温泉周围新建了许多浴场。然而，不久后大主教将主教职位又调回韦尔斯，将约翰的巴斯主教头衔改为巴斯和韦尔斯主教。
到15世纪，巴斯修道院破损严重，急需整修。当时的国王奥利弗，也是巴斯和韦尔斯地区的主教，在1500年决定对该教堂进行小规模重建。教堂整修完毕几年后，亨利八世将巴斯修道院拆建。在伊丽莎白时代，巴斯修道院作为遗弃建筑，当英国再次兴起浴场疗养风潮，该教堂经过整修后作为巴斯市的堂区教堂。大量浴场进行修缮，吸引了许多贵族前来巴斯观光。终于在1590年，由伊丽莎白一世颁布了皇家特许状，将巴斯授予市级城市单位。

### 近代早期

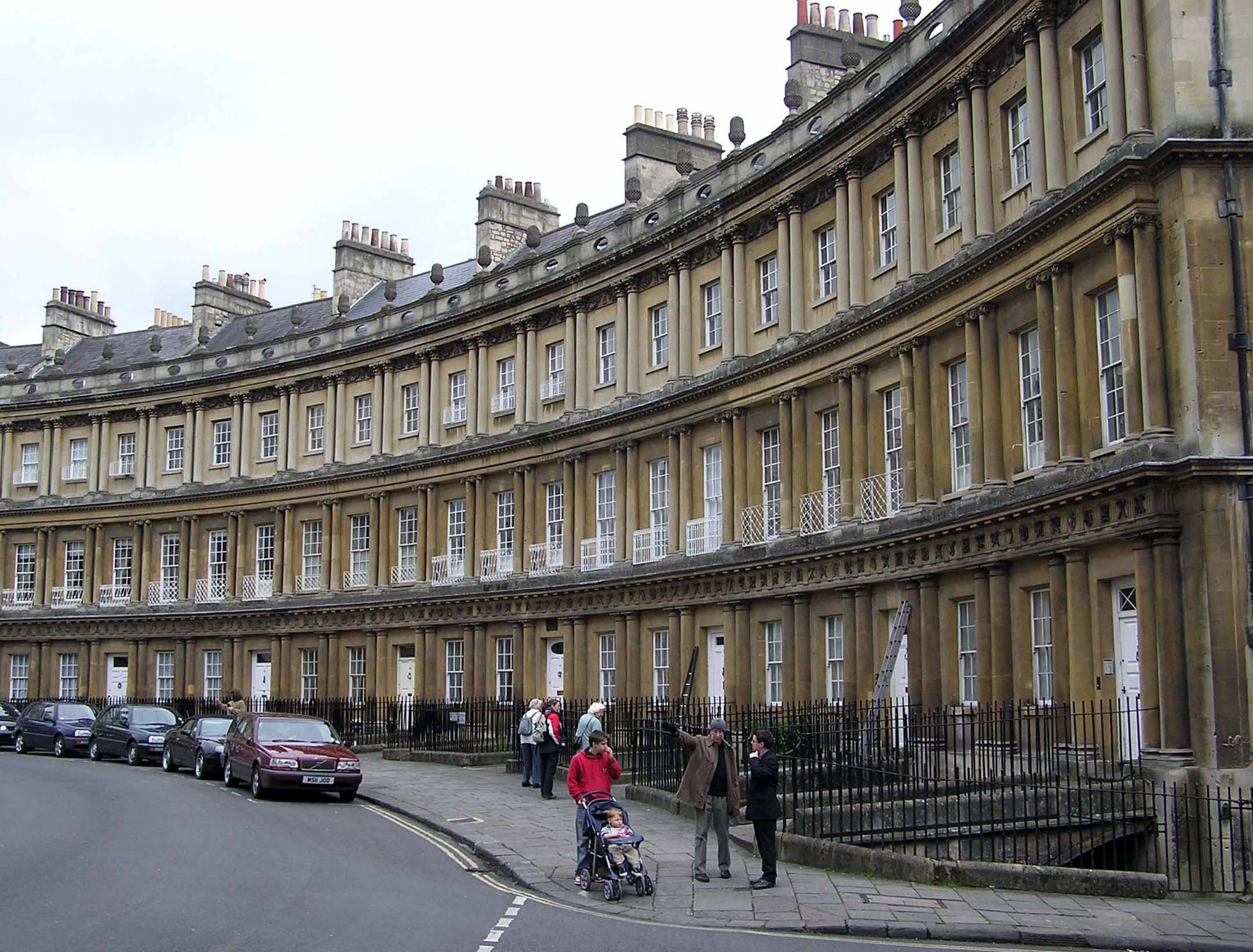
圆形广场

英国内战期间，巴斯北部郊区曾进行过一次莱斯顿战役（1643年7月5日）。托马斯·圭多提曾是牛津大學瓦德漢學院化学医学系的学生，他于1668年移居巴斯并开始创业。托马斯热衷研究水疗功效，并著有A discourse of Bathe, the hot waters there和Some Enquiries into the Nature of the water。这引起了全国对热泉水疗效的关注。很快，贵族们也开始泡温泉。

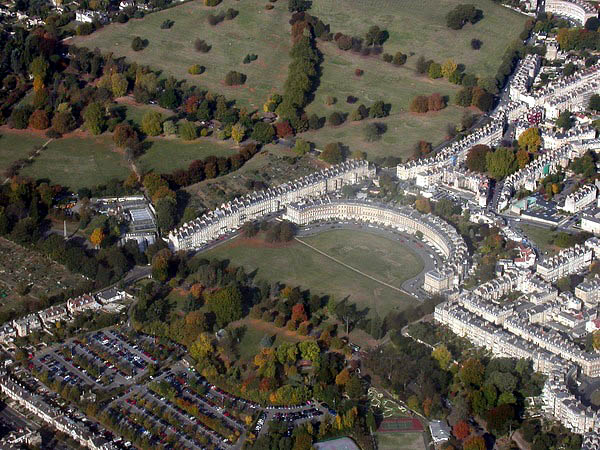
鸟瞰皇家新月楼：乔治亚时代青睐街道和广场的一致性，与周围的乡村景色形成对比。

斯图亚特王朝时期，巴斯的一些地区得到了发展。乔治王时代，来泡温泉和观光度假的游客大大增加，他们要求提供住宿，巴斯城也因此得到进一步的发展。街道和广场上的新建筑都出自建筑师老约翰·伍德和小约翰·伍德之手，建筑正面风格统一，雄伟壮观，古典端庄。巴斯整个城市用金米色的巴斯岩修建的，这些是由Combe Down and Bathampton地下矿区开采的石灰岩所形成。石场的主人是拉尔夫·艾伦，他为了推广石场的石灰岩，请老约翰·伍德为他在位于城市和石场之间的帕莱儿帕克土地上建造乡村别墅。艾伦也负责提升英国西部邮政服务的质量以及扩大其范围，他坚持了40余年。对政治不感兴趣的他却热衷公益。多年来，他服务于巴斯城公司。1742年，在他50岁时当选巴斯市长，任期一届。
18世纪早期，巴斯的第一个特色剧院——巴斯皇家剧场竣工，其周围有著名的大水泵房、罗马浴场和巴斯集会厅。司仪博·纳什起草了巴斯城公共娱乐的行为准则，他从1705年开始一直负责该城市的社交活动，直至1761年去世。

### 现代后期
1801年人口普查时巴斯市人口达到了40,020，是英国最大的城市之一。1822年，威廉·托马斯·贝克福德 在兰斯当新月 购置了一座房子，后来又买了两座，组成了他的宅第。他在获得从自家宅第到兰斯当山顶间所有土地后，建造了一个超过半英里长的大花园，并在山顶修建了贝克福德塔。
1936 到 1940 年间，埃塞俄比亚皇帝 海尔·塞拉西一世在巴斯的Fairfield House经历了四年的流放生涯。二战期间，1942年4月2日夜至27日凌晨，巴斯遭受了纳粹空军的三次空袭，这次空袭属于“贝德克尔闪击战”的一部分， 是对皇家空军空袭卢卑克和罗斯托克的报复行动。400余人于空袭中丧生，19,000 多栋建筑被毁伤。在皇家新月楼的房子中，马戏团、Paragon和会议室一道被烧毁，而皇后广场的南侧一部也被炸毁。
战后由于缺乏房屋，巴斯市内大部分地区按照战后的风格进行了清理重建，那些新房屋与以往乔治时代建筑看起来大相径庭。1950年代，附近的 Combe Down 村，Twerton 村以及 Weston 村都被并入巴斯以扩大城区面积，其中多半用作议会的住房。到了 70、80 年代人们意识到了对历史建筑保护的不足，注重了建筑的保护以及再利用；并且拓宽了建筑间隔。1987年该市的国际性文化影响得到世界认可，被联合国科教文组织誉为世界遗产城市之一。
2000年以来，该市又实施了巴斯温泉（Bath Spa）、南门（SouthGate）以及巴斯西河堰（Bath Western Riverside）等工程。

## 管理

巴斯市盾形市徽

历史上的巴斯曾经是萨默塞特郡的一部分，在1889年，巴斯成为一个自治镇并于此后从新设置的萨默塞特郡行政理事会独立出来。在埃文郡于1947年成为一个非都会郡后，巴斯由埃文郡管辖。自从1996年埃文郡废郡以后，巴斯成为巴斯和东北萨默塞特（Bath and North East Somerset）的中心。然而，巴斯在形式上仍然属于萨默塞特郡，虽然巴斯不在萨默塞特非都会郡的管辖范围之内。
巴斯的特许状理事会现在负责城市的各种礼仪方面的工作，包括市长就职仪式（始于1230年）和市徽的管理。巴斯市的盾徽上有两条银色的带子，象征着埃文河和巴斯市的众多温泉；其中圣保罗的剑象征着巴斯修道院；巴斯市的佑护者——狮子和熊——分别站立在橡子底座上，象征着布拉杜德——《巴斯传说》的主人公；骑士的头盔象征着巴斯是一个自治市；皇冠则是国王埃德加的皇冠。
在《1832年改革法案》（又称《大改革法案》）之前，巴斯推举过两名成员进入改革前的英国下议院。现在的巴斯是一个独立选区。
巴斯和东北萨默塞特（Bath and North East Somerset）单一管理区在巴斯境内的选区,分别係Central Abbey 、Kingsmead 和 Walcot 行政区,以及更为偏远的 Bathwick 、Combe Down 、 Lambridge 、Lansdown 、Lyncombe 、Newbridge 和 Odd 行政区。

## 地理

### 位置與交通
巴斯经A4公路與西北方的布里斯托相連。其大英國鐵車站為巴芙泉（Bath Spa），位於連接倫敦與布里斯托的大西部鐵铁路上，西北可經布里斯托連接卡的夫，東南可達朴次茅斯。
埃文河流經巴斯，從布里斯托出海，通过水閘可行小舟。1810年時，曾经一度可由肯尼特-埃文運河(Kennet-Avon Canal)通往泰晤士河和倫敦。現在恢復的水道很受扁舟用户的欢迎。

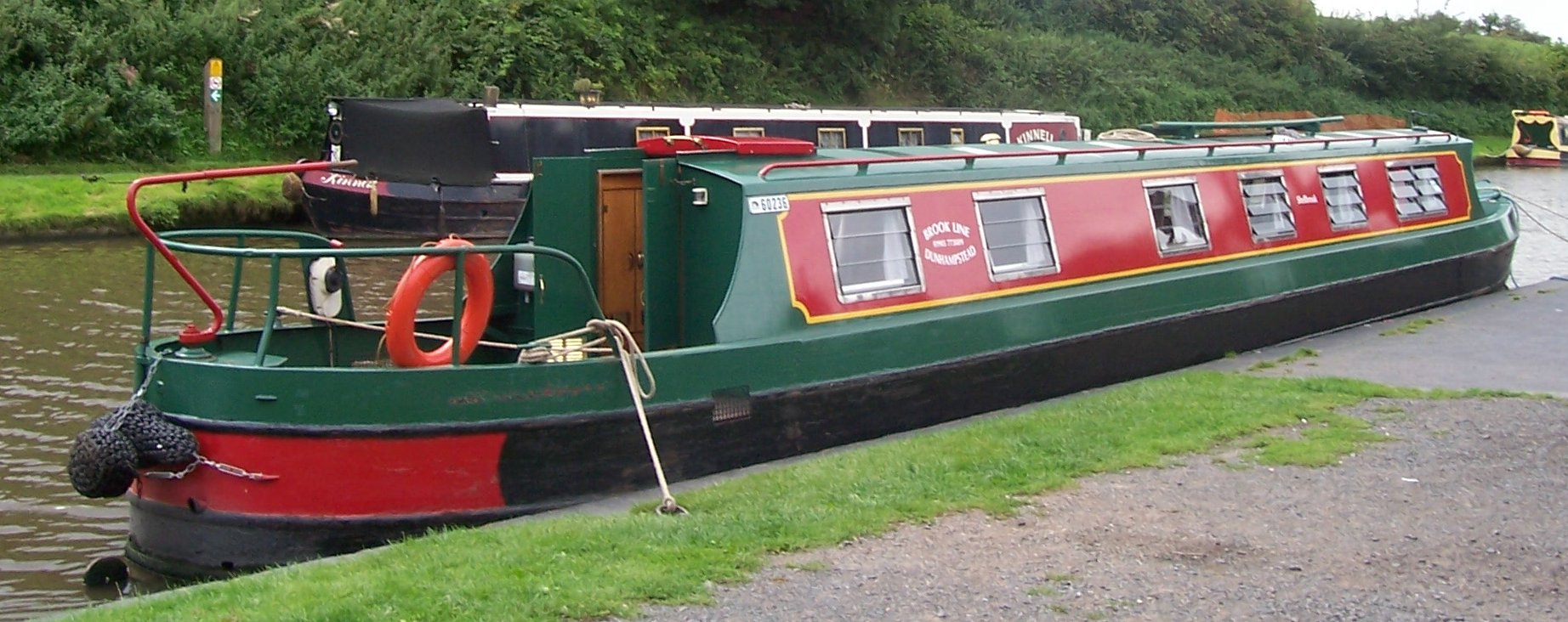
扁舟

### 自然地理
巴斯位于埃文河谷底部，距离杰出自然风景区--科茨沃尔德(英国西南部的石灰岩丘陵带)北端不遠。小城沿山而建，環繞整座城的小山坐落在兰斯当高原上，最高处海拔238米。巴斯城占地面积29平方千米（11平方英里）。

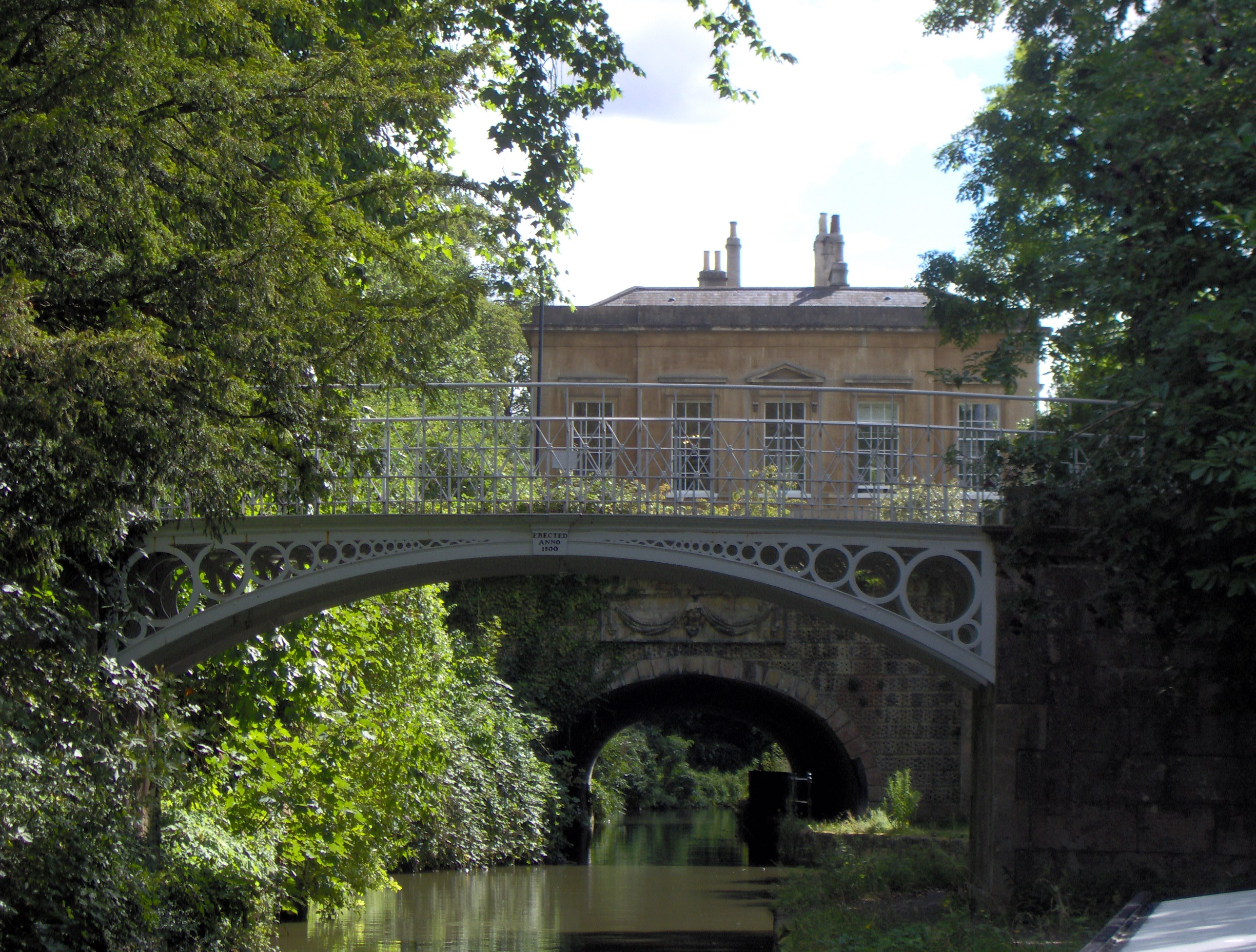
横跨在肯尼特-埃文运河上的克里夫兰屋和悉尼花园的铸铁桥。

由于四面环山，巴斯的街道十分陡峭，房屋沿山而建。横穿小城中心的埃文河河床高出海平面18米（59英尺）。埃文运河原先有很多分叉，布满沼泽和池塘，并不通航。现在人们在河上筑堰，使它形成了一条没有分叉的水道。但周期性的洪水还是经常光顾，使低洼处的房屋质量受损，使用寿命缩短。1970年代，人们对洪水进行了大规模治理才停止了水患。
地热泉水冒着水泡从地底涌出，其实它们最初是门迪普丘陵上流下的雨水。雨水渗入地底，到达2700到4300米（9000-14000英尺）之间的石灰岩层，被地热加热到64到96℃（147-205℉），然后在压力的作用下，透过石灰石裂缝上升到地面。整个过程有点像某种利用地壳内高压高热的人工装置--增强型地热系统。46℃（115℉）的热水从一处地质裂缝（潘尼奎克裂缝）流出，每日流量为117万升（25万英加仑）。1983年，一个矿泉水泉眼的下陷为泵房（一幢历史建筑的名称）提供了清洁安全的饮用水。尽管从好几种定义上来看，巴斯的温泉都应该视为英国唯一的温泉，但现在并不存在公认的定义来区分温泉和地热泉。巴斯的温泉浴就是由三股这样的温泉水所提供的。

### 气候
巴斯的氣候比英格兰其餘地區較溫暖濕潤。其年均气温在10 ℃左右（50 ℉）。气温会随着季节及日夜变化，但由于海洋的调节作用，其变化幅度小于英国的其他地方。一月的气温最低，平均最低气温在 1° 和2 ℃之间(34°-36 ℉)。七、八月温度最高，白天最高平均气温为21 ℃(70 ℉)。
英格兰西南部的地理位置优越，尤其是在夏天，亚速尔高地的影响会向东北部延伸，直入英格兰，西南部便会受到影响。内陆通常会出现对流云，可这却减少了日照的时间，尤其是靠近山区地带。年平均日照时数为1400到1600小时。
降雨量与大西洋低压和对流有关。秋冬季盛行大西洋低压，西南部此时的降雨都是由这个原因造成的。巴斯-布里斯托尔地区的平均降雨量大概在800-900毫米（31-35英寸）。11月至3月的平均风速最高，6月到8月最低。风的盛行方向为西南方向。
| 巴斯                | 巴斯        | 巴斯        | 巴斯        | 巴斯        | 巴斯        | 巴斯        | 巴斯        | 巴斯        | 巴斯        | 巴斯        | 巴斯        | 巴斯         | 巴斯          |
| 月份                | 1月         | 2月         | 3月         | 4月         | 5月         | 6月         | 7月         | 8月         | 9月         | 10月        | 11月        | 12月         | 全年          |
| ------------------- | ----------- | ----------- | ----------- | ----------- | ----------- | ----------- | ----------- | ----------- | ----------- | ----------- | ----------- | ------------ | ------------- |
| 历史最高温 °C（°F） | 15.7 (60.3) | 16.4 (61.5) | 22.2 (72.0) | 26.5 (79.7) | 30.1 (86.2) | 33.4 (92.1) | 34.2 (93.6) | 35.3 (95.5) | 31.2 (88.2) | 26.3 (79.3) | 18.2 (64.8) | 16.0 (60.8)  | 35.3 (95.5)   |
| 平均高温 °C（°F）   | 7.6 (45.7)  | 7.9 (46.2)  | 10.5 (50.9) | 13.3 (55.9) | 16.7 (62.1) | 19.7 (67.5) | 21.7 (71.1) | 21.5 (70.7) | 18.8 (65.8) | 14.6 (58.3) | 10.7 (51.3) | 8.0 (46.4)   | 14.3 (57.7)   |
| 平均低温 °C（°F）   | 1.9 (35.4)  | 1.7 (35.1)  | 3.5 (38.3)  | 4.6 (40.3)  | 7.5 (45.5)  | 10.4 (50.7) | 12.5 (54.5) | 12.4 (54.3) | 10.3 (50.5) | 7.6 (45.7)  | 4.5 (40.1)  | 2.3 (36.1)   | 6.6 (43.9)    |
| 历史最低温 °C（°F） | −13.7 (7.3) | −12.3 (9.9) | −8.8 (16.2) | −3.2 (26.2) | 0.3 (32.5)  | 2.5 (36.5)  | 5.2 (41.4)  | 3.1 (37.6)  | −0.6 (30.9) | −4.2 (24.4) | −9.2 (15.4) | −11.6 (11.1) | −13.7 (7.3)   |
| 平均降雨量 mm（）   | 82.5 (3.25) | 53.2 (2.09) | 63.7 (2.51) | 56.9 (2.24) | 59.7 (2.35) | 51.9 (2.04) | 55.8 (2.20) | 65.7 (2.59) | 66.6 (2.62) | 88.5 (3.48) | 82.7 (3.26) | 87.1 (3.43)  | 814.1 (32.05) |
| 月均日照時數        | 40.8        | 66.5        | 118.9       | 157.0       | 190.9       | 188.8       | 211.9       | 202.7       | 143.9       | 82.1        | 51.7        | 37.7         | 1,492.7       |
| 来源：Met Office    |             |             |             |             |             |             |             |             |             |             |             |              |               |

## 人口分布

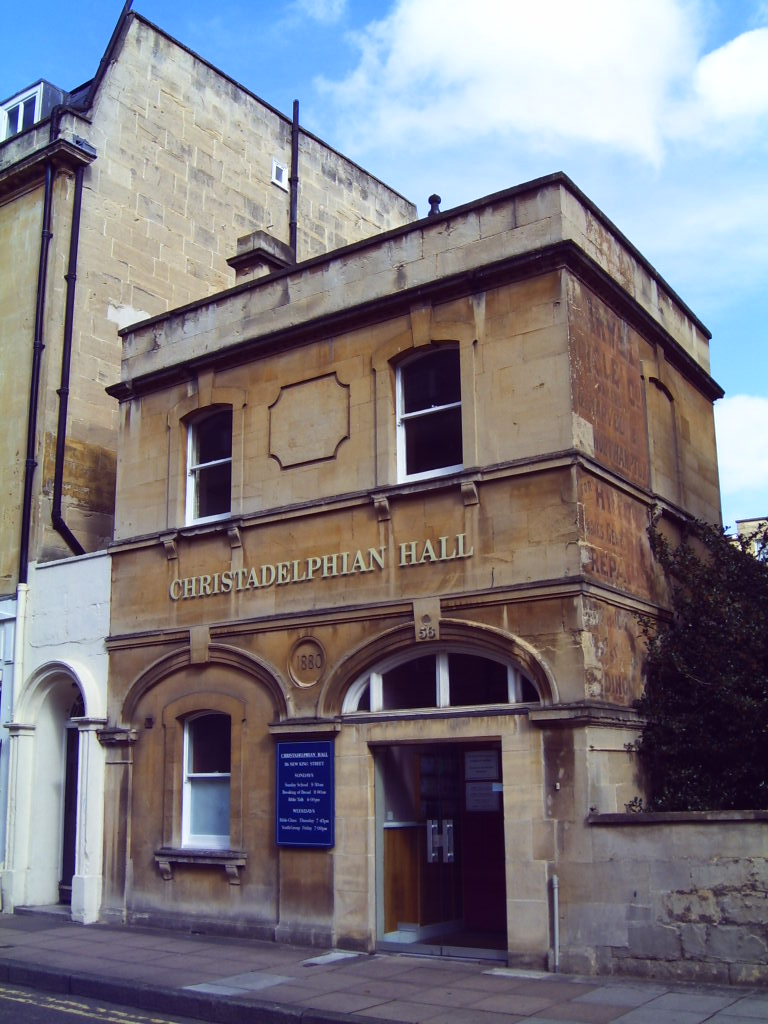
Christadelphian Hall, New King Street

截止到2001年，巴斯市人口为83,992。根据英国政府2001年人口普查数据显示，巴斯以及东北萨默塞特郡和巴斯市周边的丘谷地区，人口数为16万9千零40，平均年龄39.9岁（全国平均年龄为38.6岁）。根据统计数值显示，该地区的白种人比例为97.2%，高于全国白人比例数值90.9%。该地区其他人种按人口数量排序为，多种族占1%，亚裔和黑人各占0.5%（全国平均比例依次为1.3%，4.6%和2.1%）。
该地区多为基督教徒，占71%，其他宗教的信徒均不超过0.5个百分点。这个数据和全国的平均值大致相当，尽管该地区无神论人数占到百分之19.5，远高于全国平均的百分之14.8。
7.4%的人自称在过去一年中不健康，全国平均数值为9.2%；全国统计值有18.2%的人称自己长期受疾病折磨的痛苦，而巴斯地区的指数为15.8%。

## 文化

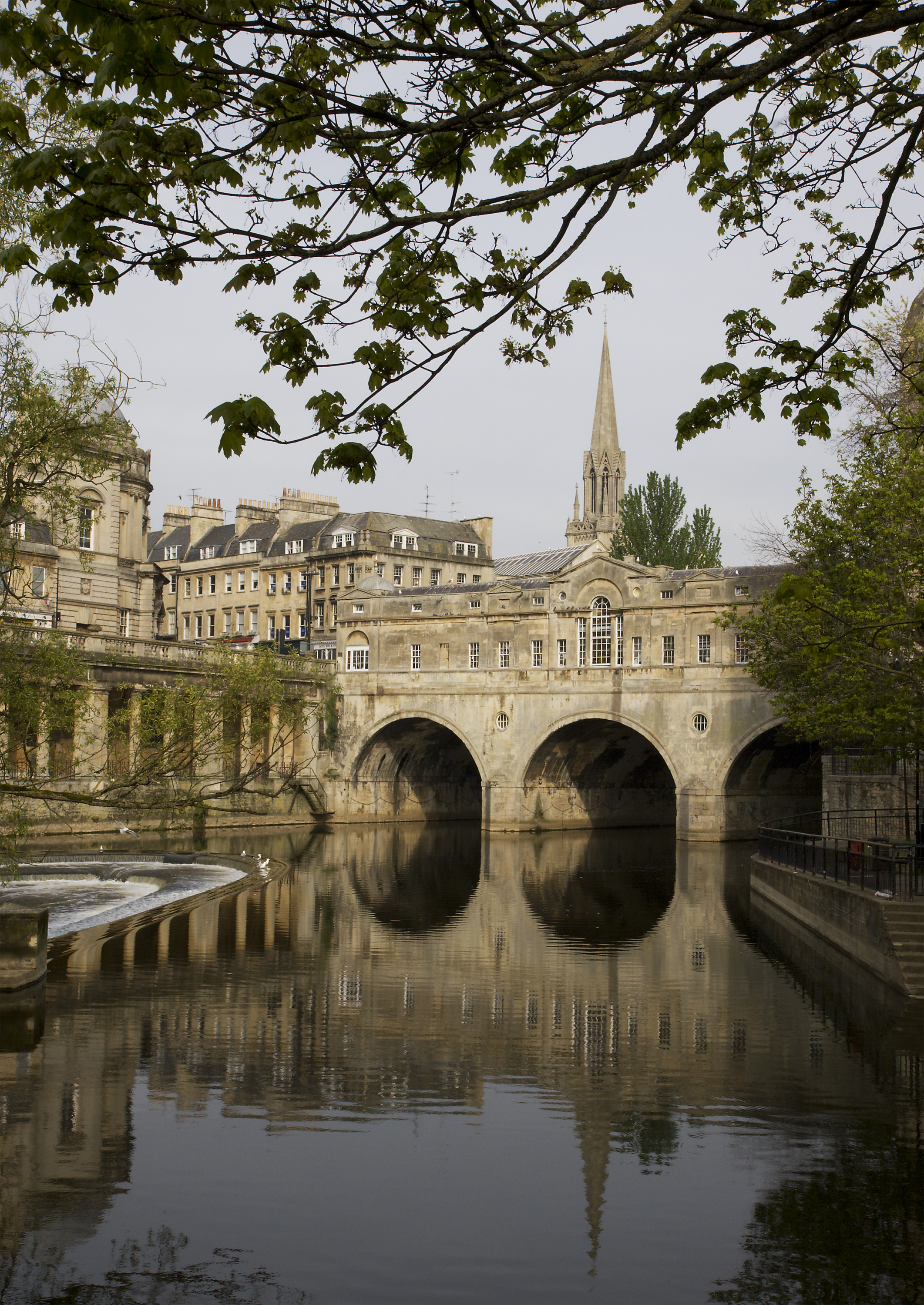
普尔特尼桥

18世纪，巴斯成为英国上流生活的主导中心城市。巴斯皇家剧院就在这段时期建成，同时建筑业也得到了发展，修建了兰斯当新月、皇家新月、圓形廣場及普尔特尼桥等建筑。
现今，巴斯有五座剧院——巴斯皇家剧院、Ustinov Studio、the egg、the Rondo Theatre和the Mission Theatre，吸引着全球著名的公司和导演们，包括彼得霍尔爵士每年都要到这些剧院来。音乐在巴斯也有悠久传统。巴斯教堂配有克莱斯管风琴，每年在此举办近20场的音乐会和26场管风琴演奏会，使巴斯教堂成为该市最大的音乐会举办地点。另一处著名的音乐会举办地在Forum大楼，一座可容纳1700名观众的艺术装潢大楼，其前身是电影院。
巴斯市每年都举办巴斯国际音乐节和莫扎特音乐节。其他还有巴斯年度电影节，巴斯文学节（及儿童文学节），巴斯艺术节和巴斯啤酒节，以及其他巴斯节日，都是两年半举行一次。
维多利亚艺术馆、東亞藝術博物館和霍本博物馆都坐落于巴斯市，此外还有无数的商业艺术画廊和古董商店，以及多家博物馆同样在此，如巴斯邮政博物馆、巴斯时尚博物馆、简·奥斯丁中心、赫歇尔天文博物馆和罗马浴场。创建于1824年的巴斯皇家文学和科学研究院的前身是1777年的一个失败的尝试——巴斯农业协会，现坐落在皇后广场，旨在鼓励支持农业、种植业、制造业、商业和美术的发展。科学院藏有珍贵的收藏品，并有举办谈话和研讨节目。

### 巴斯之于艺术

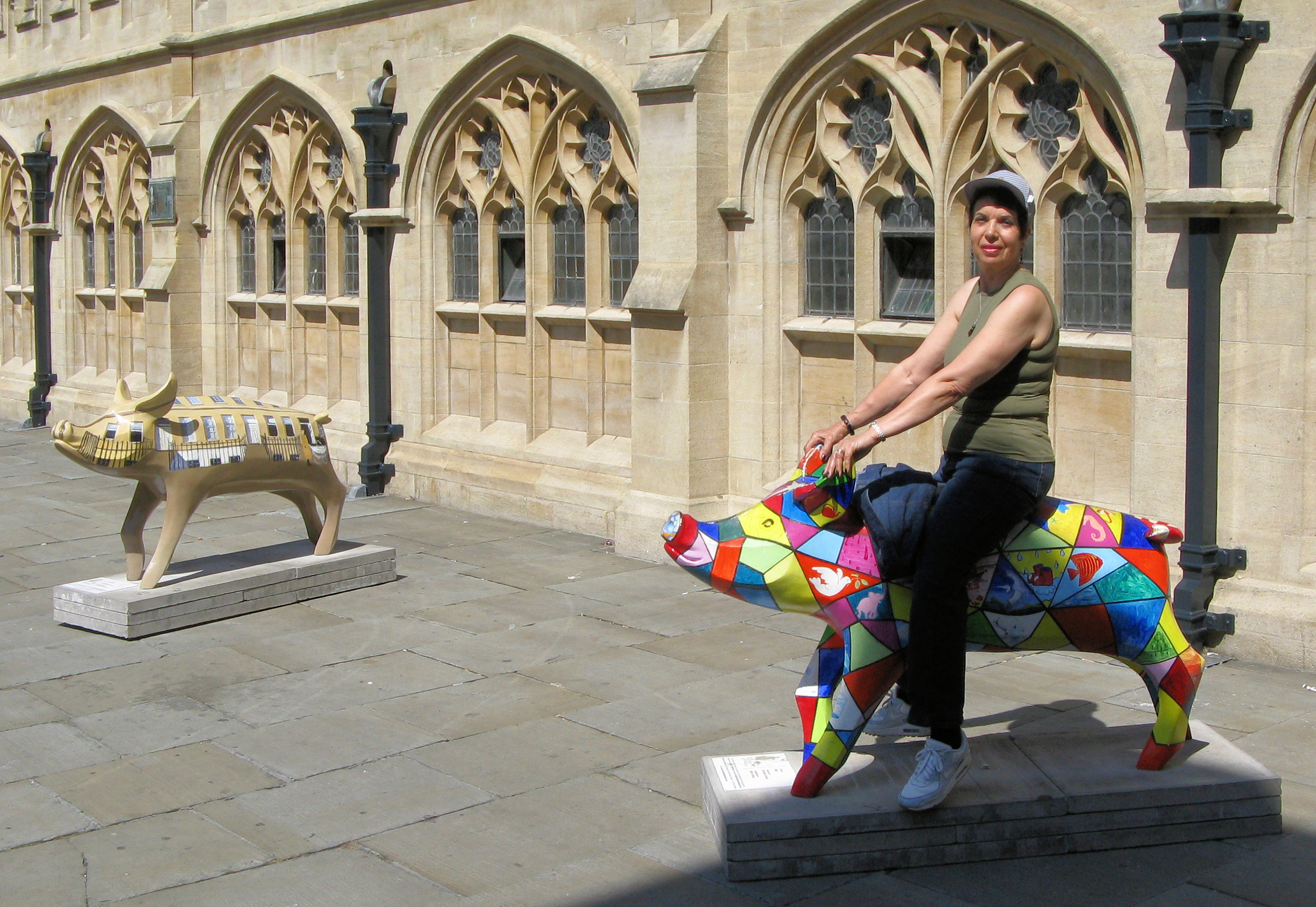
图为巴斯城内展出的104只打扮得五彩缤纷的猪的其中两只。这是一项名为“巴斯之布拉杜德王的猪（King Bladud’s Pigs）”的公众艺术活动，该活动旨在颂扬巴斯城的由来以及巴斯的艺术家们。装扮一新的雕塑猪们曾遍布2008年的整个夏天，之后便公开拍卖，以为巴斯的两用隧道（人、自行车）筹集资金。

18世纪时，托马斯·根兹博罗及托马斯·劳伦斯爵士曾定居巴斯并在此进行创作。巴斯也是绘画家约翰·马格斯（John Maggs）的出生地。约翰·马格斯以驿车写实画著称，并与其颇具艺术修为的家人们常年居住于此。此外，18世纪70年代，电影放映机的发明者威廉·弗里斯-格林（William Friese-Greene），开始在其落户巴斯的工作室里使用电影胶片和动态图像进行实验，并在那里发明了一些早期电影摄影技术。
1801年，简·奥斯汀与其父母及姐姐卡桑德拉（Cassandra）一起迁居到巴斯。一家人在巴斯曾四度移居，直到1806年，最终搬离。但是，简·奥斯汀从未爱上过这座城市，她曾在与姐姐卡桑德拉的书信中写道：“明天就是我们搬离巴斯投奔克里夫顿（Clifton）的两周年纪念了，那曾是多么令人愉悦的解脱之时啊。”尽管简·奥斯汀对巴斯抱有此种情感，巴斯仍然以其名字命名了简·奥斯丁中心和一条商业街。而奥斯汀的后期作品《诺桑觉寺》（Northanger Abbey）和《劝导》(Persuasion )皆是主要以巴斯为背景进行创作的，诸如泡澡、社交生活、音乐会的特写。查尔斯·狄更斯（Charles Dickens）也同样在其小说《匹克威克外传》（The Pickwick Papers）中对泡澡有过细节描写，小说中，匹克威克的仆人山姆·威勒说到澡堂水有一种“强烈的热电熨斗的味道”，而皇家新月则是书中两名主人公道勒（Dowler）和温克勒（Winkle）的纷争之地。莫拉·卡德杰（Moyra Caldecott）的小说《南方之水》（The Waters of Sul）的背景定在了为公元72年古罗马时期的巴斯。此外，理查德·比·谢立丹（Richard Brinsley Sheridan）的戏剧《情敌》（The Rivals）以及罗尔德·达尔（Roald Dahl）惊悚短篇小说《女房东》（The Landlady）中的故事同样都发生在巴斯。
许多电影和电视节目都以巴斯的众多建筑作为背景进行拍摄，这其中包括：2004年的影片《萨克雷的名利场》（Thackeray's Vanity Fair）、《公爵夫人》（2008 The Elusive Pimpernel）、《不可捉摸的海绿》（1950 The Elusive Pimpernel）以及《晴天霹雳》（1953 The Titfield Thunderbolt）。
2003年8月，世界三大男高音歌唱家在巴斯温泉水疗中心（Thermae Bath Spa）的开幕演唱会上献唱，该浴场是巴斯市中心新建的一处温泉水疗，但由于该项目的拖延，实际上，这一水疗中心于三年后即2006年8月7日才正式开始运营。

### 公园

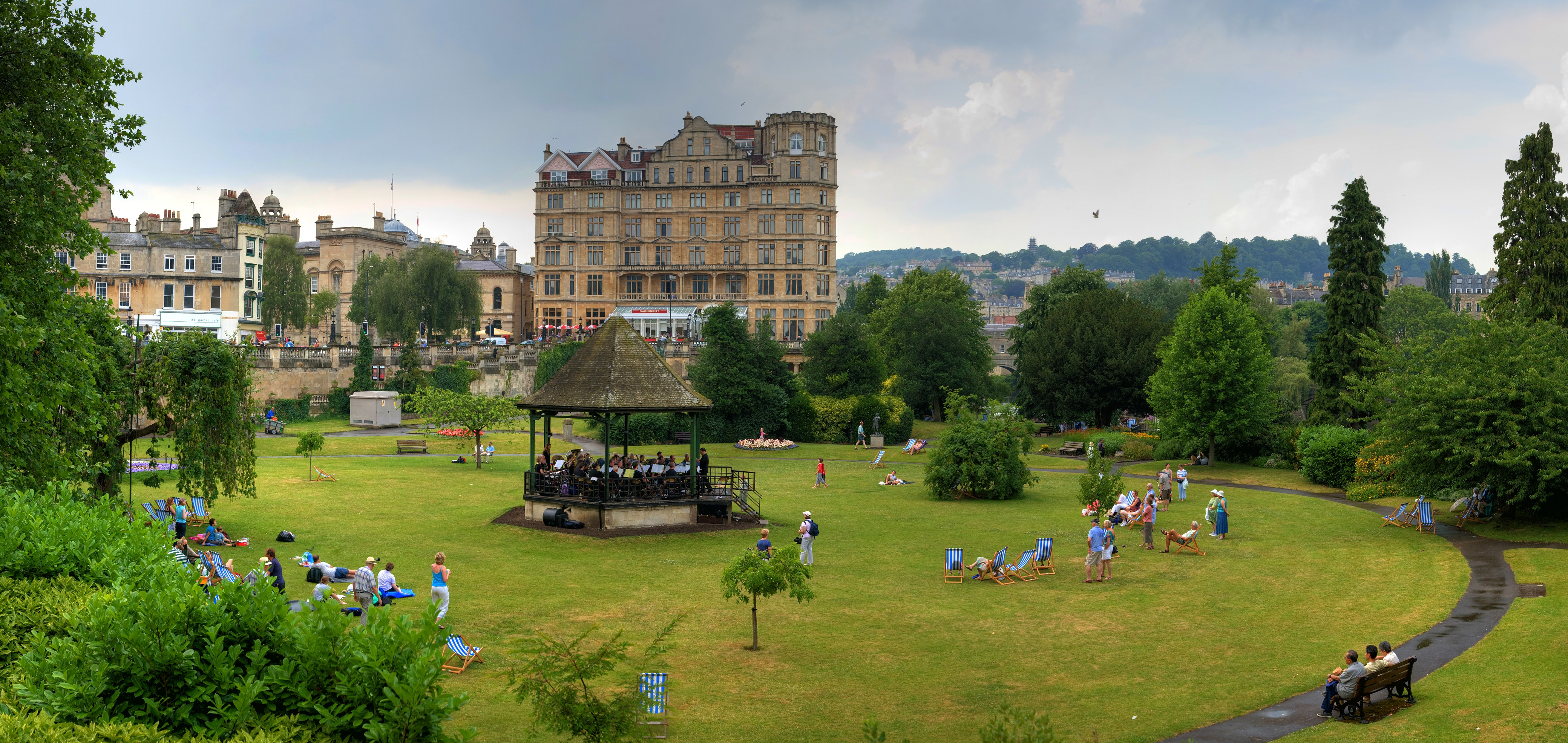
六月雨后的休闲公园

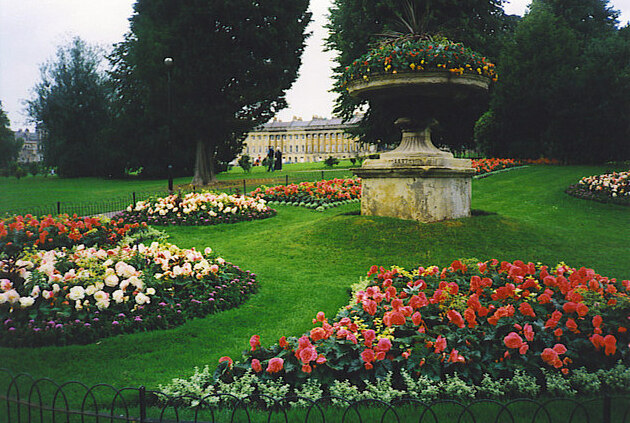
从皇家新月俯瞰皇家维多利亚公园

巴斯市内有好几个公园，离市中心不远的皇家维多利亚公园是几个主要的公园之一。1830年，11岁的维多利亚公主主持開禮。这也是第一个以维多利亚女王命名的公园。从皇家新月向下看，面积为23公顷（57英亩）的维多利亚公园一览无余。公园里有很多设施，包括滑板设施，网球场，保龄球馆，12洞和18洞的高尔夫球场及球穴区，游泳池，露天音乐会和人气很高的儿童游乐场。公园里的绝大部分被草坪覆盖，其中最有特色的是公园的一条小径。小径中的一堵矮墙把它和皇家新月楼隔开，这让游人从皇家新月楼上可以看到延绵不断的草坪穿过公园直至皇家大道。维多利亚公园曾经荣获“绿旗奖”（英格兰和威尔士地区的国家标准公园及绿地奖项），并被英格兰遗产委员会列为重要国家历史公园。占地3.84公顷（9.5英亩）的植物园于1887年建成。在英国的西南部，这个植物园是拥有最多石灰岩特有植物的植物园之一。1924年，仿造罗马神庙的建筑被用于温布利的大英帝国展览会。1987年，扩建后的植物园包括了一个废弃的露天采石厂Great Dell，使之正式成为公园的一部分。Great Dell里有许多针叶树。
在巴斯，其他的公园有坐落于山顶并俯瞰整个城市的Alexandra公园；沿着滨河区并靠近市中心的修道院的休闲公园（Parade Gardens）；Sydney花园，在18 世纪亦称被称为欢乐花园；Henrietta公园；Hedgemead公园和Alice公园。简.奥斯丁曾经写道：“如果能住在Sydney花园附近那该多好啊，这样我们每天都可以去拉比林特斯迷宫了。”在住房建造期，Alexandra, Alice和Henrietta公园被纳入了城市发展之中。沿着原萨默塞特郡和多塞特郡的联合铁路线，有一个线状公园。大约1815年，Cleveland游泳池建于毗邻埃文河的绿地上。这是英国现存最古老的公共露天游泳池。有关修复这一泳池的提案已经提交。

### 食物

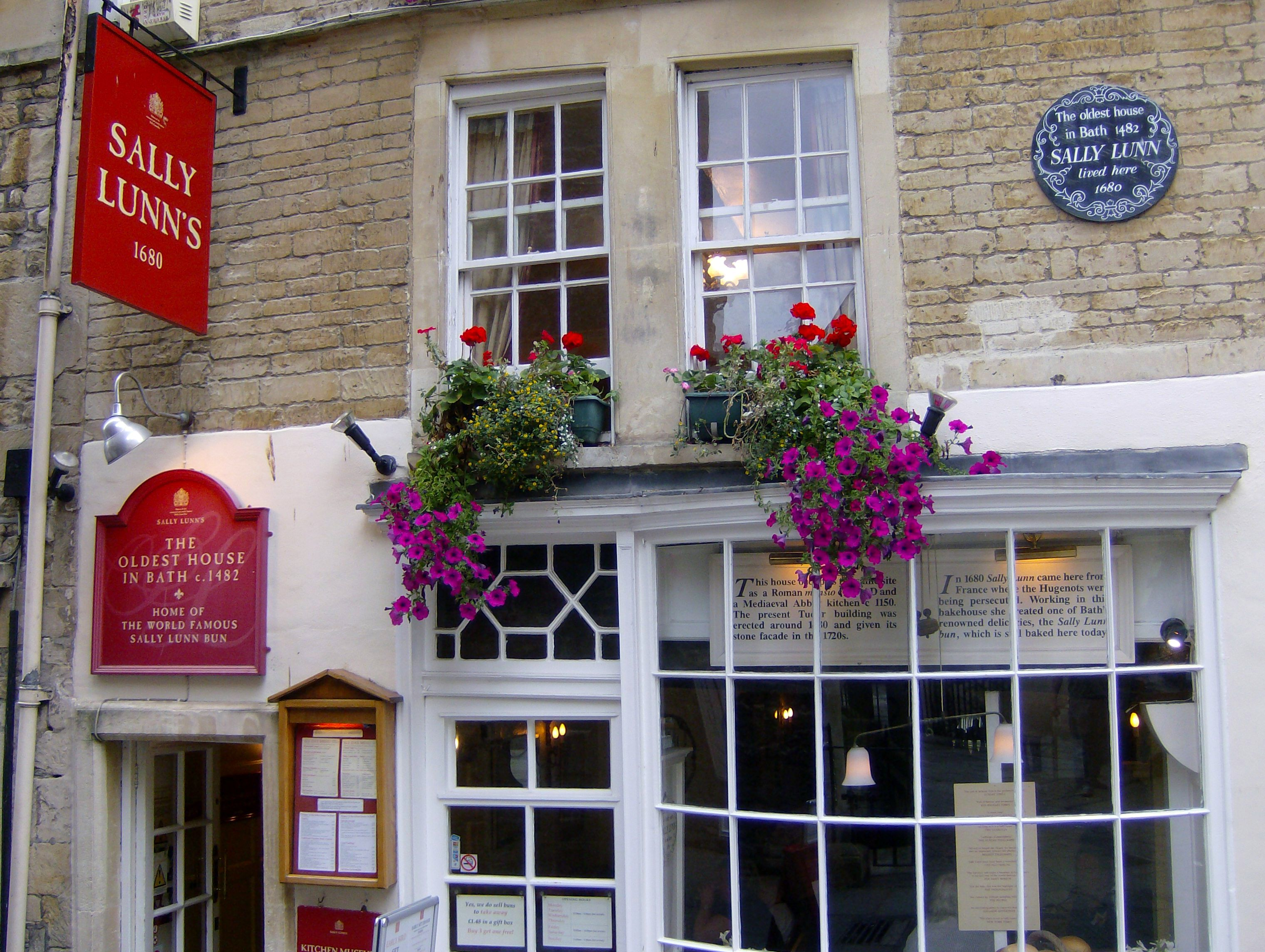
莎莉伦茶点店

英格蘭许多小吃都跟巴斯有渊源。莎莉伦茶点就是在巴斯烘烤制作而成的，而且有着悠久的历史。莎莉伦点心得名于1772年，巴斯当地的报纸——巴斯编年史上发表的诗文，1772年作成。在那时候莎莉伦茶点是市內春天花园里最热门的点心。这些点心可以配搭甜或咸的调味料一起吃。人们时常会被巴斯点心的小巧，丰满，非常可口，非常丰富这些特点所吸引，万国工业会也用这些点心进行展览。最初的巴斯点心加上了在沸腾的糖水中反复烹調的香菜籽；但是今天香菜籽只加在了“伦敦巴斯点心”上了（一种在大展览上宣传销售的点心）。香菜籽可能已经被碎糖粒或者“可可豆”取代了。
巴斯也把名字赋予过另一种有特色的食谱——巴斯奥利弗——是由1740年泉水医院医生威廉.奥利弗发明的一种烘干了的饼干。奥利弗曾经是抗肥胖疗法的先驱同时也是“关于饱腹洗热水澡情况的大量出现的实例分析”一文的作者。在最近几年中，奥利弗的努力被介绍黑巧克力饼干的新闻传的家喻户晓。猪头肉，有着黑黑的被烟熏过的脸内颊以及猪的下颌骨，就是得名于巴斯这座城市。巴斯这个名字同样适用于每日室内市场的一个摊位。虽然在几英里远的沃姆力坐落着一个叫巴斯阿莱斯的酿酒厂，但是修道院的阿莱斯仍在城里酿酒。

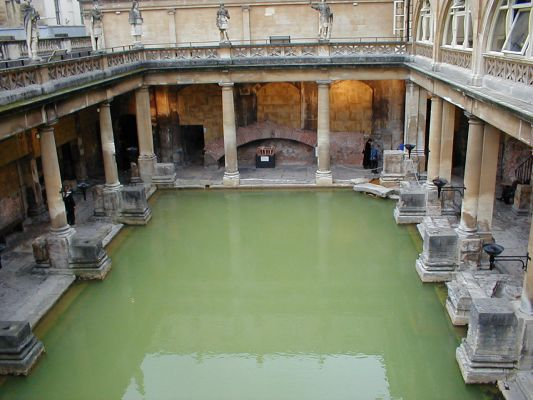
從上往下看羅馬浴室。因為原來的屋頂沒有了，水中就滋生了綠藻。

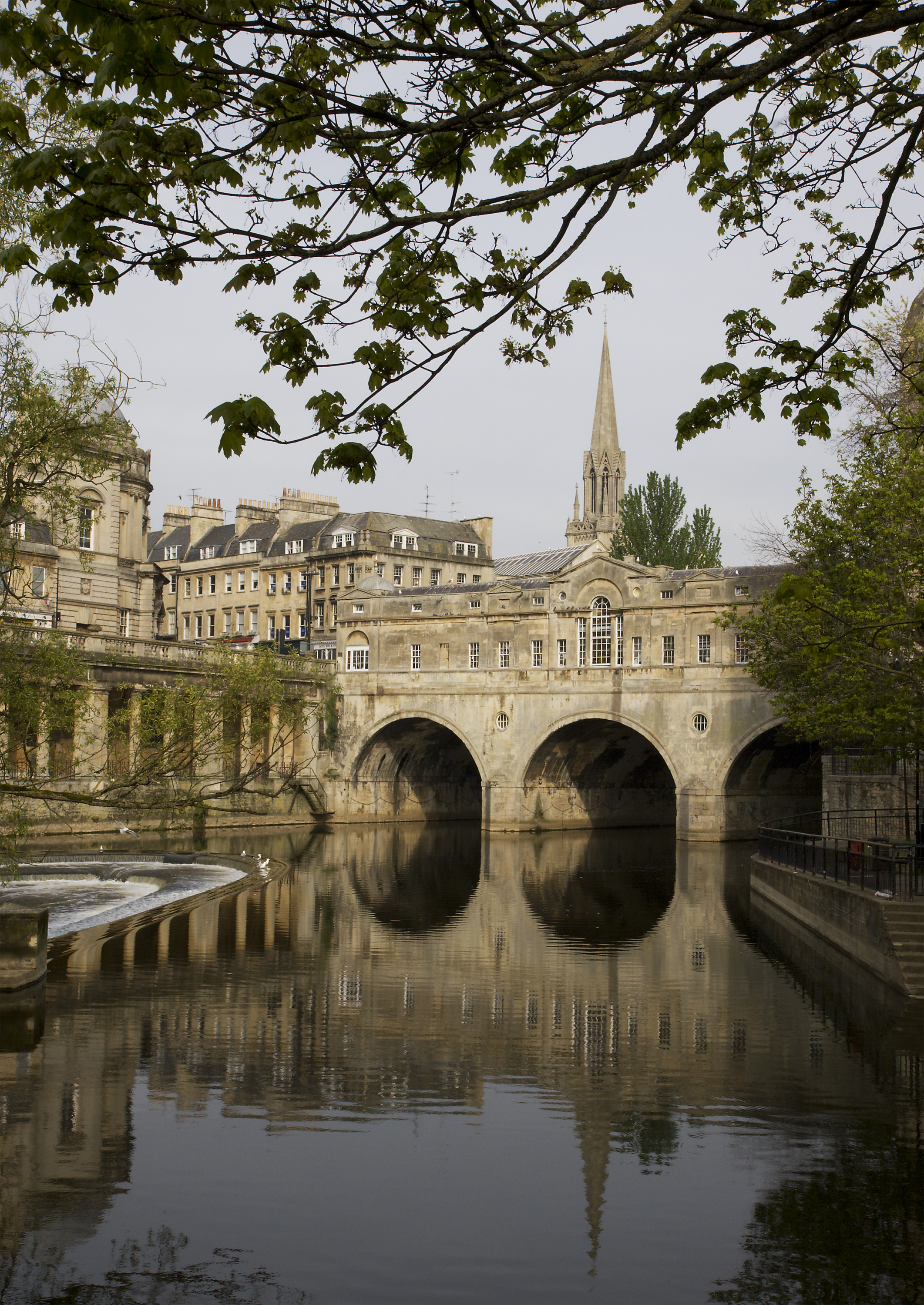
帕特尼桥

## 运动
橄榄球联盟巴斯橄榄球队目前正在参加健力士超级联赛。巴斯城市足球协会和巴斯队足球协会（隶属于巴斯大学）是主要的足球队。
每年的巴斯业余马拉松比赛要跑过该城的所有街道，大约有超过10,000名参赛者。巴斯还有一个迅速发展的脚踏车社团，城內許多地點都是骑脚踏车運動场所。當地有巴斯賽馬場。巴斯还是巴斯美式橄榄球俱乐部的故乡，该俱乐部自2001年就一直在参加该城的美式橄榄球比赛。
巴斯队是巴斯大学所有体育队伍的统称，其中包括前面提过的巴斯队足球俱乐部。巴斯队著称的其他运动包括田径、羽毛球、篮球、钢架雪车、滑雪、曲棍球、柔道、五项全能（跳远、200米、1500米、铁饼、标枪）、联合橄榄球、游泳、网球、铁人三项（世界铁人三项锦标赛：游泳1.5公里，自行车40公里，长跑10公里。这也是铁人三项比赛的标准距离，按游泳、自行车、长跑的顺序进行。2000年悉尼奥运会首次将铁人三项列为奥运会比赛项目）和排球。巴斯城市三项全能比赛每年都在该大学举行。

## 产业
巴斯曾经出现过由斯托瑟特和皮特等公司引领的重要的生产部门。现在生产部门在这里的重要性减退了，但软件业、出版业以及服务业却繁荣起来，未来出版社和伦敦乡村抵押贷款公司（London Country mortgage brokers）等企业就建址于此。该市亦吸引了大量游客，为旅游相关产业提供了大量的工作机会。巴斯重要的经济部门有教育、医疗（提供岗位：30000个）；零售、旅游、休闲（提供岗位：14000）；商业与专业服务（提供岗位：10000）。提供工作机会的主要部门有：国民保健署（the National Health Service），该市内的两所大学，巴斯与东北萨默塞特郡委员会（Bath and North East Somerset Council），以及国防部（the Ministry of Defence），尽管国防部的一部分已从巴斯搬至了布里斯托。
在这里建立的其他公司有：海菲尔（Helphire）集团，该企业的经营项目是以无过错机动车事故为主的事故管理（提供岗位800个），布鲁·哈波尔德公司（Buro Happold，提供岗位400个）和IPL即咨询处理有限公司（Information Processing Limited，提供岗位250个）。该市有400家零售商店，其中50%由独立的专门零售商经营；有约100家的餐馆和咖啡，基本上是由旅游业来支持的。

## 旅游业
巴斯最主要的产业之一是旅游业，每年约有一百万长期旅客和380万一日遊旅客造访巴斯。主要分为遗址和文化旅游两种类型。1987年巴斯入选联合国教科文组织评定的世界遗产，体现了其在世界文化史上的重要性。这个城市见证了英国各个时期的发展，从罗马大浴场（其中就有著名的凯尔特人雕像），到巴斯修道院和皇家新月，再到21世纪初的巴斯水疗（SPA）浴场。旅游业发展繁荣，有300多个地方提供膳宿，有80多家宾馆，180多家提供住宿和早餐的地方——其中很多建筑是乔治时代艺术风格的。这个城市的建筑历史被陈列在巴斯建筑博物馆里，而博物馆就取址在1765年建成的长老会三一堂（Trinity Presbyterian Church），亨廷頓伯爵夫人就曾于1707至1791年居住在教堂的副楼里。巴斯有2所五星级的宾馆，该市西郊有两处露营地。巴斯还有约100家餐馆，也有相当数量的小酒馆和酒吧。一些旅游公司提供了乘巴士（有天窗），徒步和乘船的环岛旅行。自2006巴斯水疗浴场建成后，巴斯成为了英国唯一向游客开放天然温泉洗浴的城市，力图找回其历史地位。
巴斯在夏季更受旅行者的喜爱。巴斯修道院前常有街头艺人表演，而罗马大浴场就在修道院的右面。

### 姐妹城市
巴斯有以下四个姐妹城市：
- 法國普罗旺斯地区艾克斯（Aix-en-Provence）
- 荷蘭阿尔克马尔（Alkmaar）
- 德国不伦瑞克（Braunschweig）
- 匈牙利考波什堡（Kaposvar）

除此之外，巴斯与澳大利亚新南威尔士州的曼力市（Manly）有歷史上的淵源，並與日本大分縣的別府市簽訂有貿易合作協定（Economic Accord Agreement）。
巴斯和中国江西景德镇市于2010年5月签署了结为友好城市的意向书。

## 交通
19世纪晚期，巴斯引进有轨电车系统，于1880年12月24日启动。这些轨距为四英尺（1219毫米）的车由马匹拉动，沿着伦敦路到巴斯温泉火车站这一路线运行，但该系统于1902年停止使用。1904年人们启用使用极大扩展的4英尺81.5英寸（1435毫米）的轨距系统的有轨电车，取代了之前的有轨电车。该通车线路最终扩展为18英里，通向Combe down, Oldfield Park,Twerton,Newton St Loe,Weston 与 Bathford。
车队共有40辆车，除了6辆外其余都是双层有轨电车。第一条关闭的线路是在1938年，由巴士系统取代。1939年5月6日最后一条线路停止营运。

## 建筑
许多罗马考古遗址遍布城市中央地区，但是浴场本身低于现在的城市街道水平面6米（20英尺）。在温泉四周，人们可以看到罗马喷泉，柱子底座与浴场，但是高于浴场平面的所有石雕年代稍近些。
巴斯修道院是建造在原有的地基上的诺曼教堂，然而如今的建筑可以追溯到16世纪早期，呈现出晚期垂直式风格。飞拱与带有花型浮雕的尖塔装饰着筑有垛口并穿孔的护墙。罗伯特与威廉·弗特将高坛与交叉甬道上方设计为扇形拱顶。在19世纪教堂正厅也采用了相同的拱顶。白天，阳光透过52扇窗，照亮建筑内部。

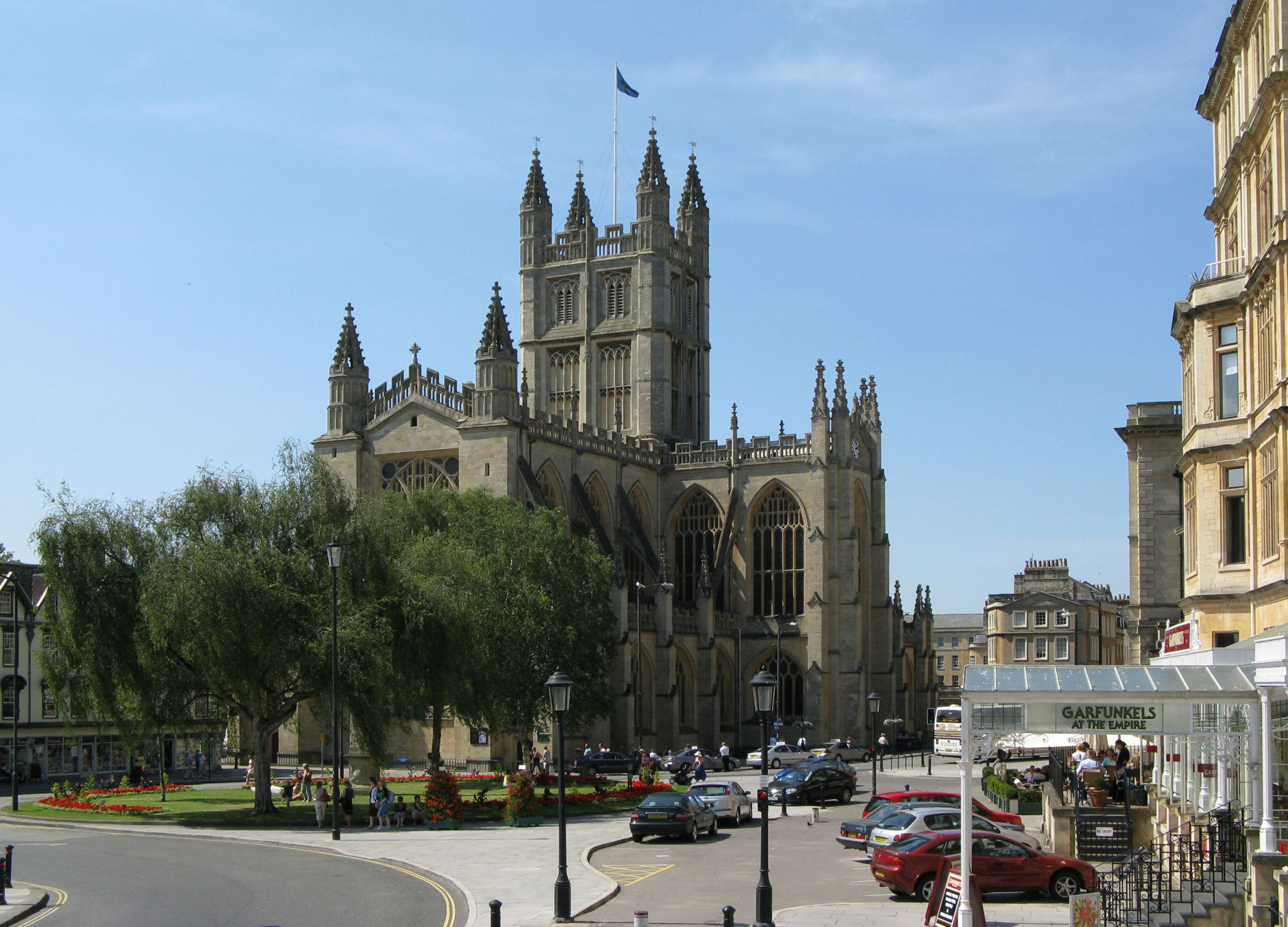
从西面观看到的巴斯修道院

巴斯的许多建筑是使用当地金色的石块，许多建筑可以追溯到18世纪以及19世纪。巴斯中部建筑的主要风格是乔治时期建筑风格。它是从18世纪早期流行的帕拉第奥复兴式风格演变而来的。那时许多杰出的建筑师都受雇出力建造该城。
众多巴斯建筑式样的建造本意被经典的蜂蜜色面墙掩盖了。在豪华酒店出现以前，这些优雅的居所通常是有意建造成公寓，当宾客逗留期间，他们可以租用一个房间，一层楼，或（根据自身财力）一整座房子，并享受屋子里公用仆人的服侍。名为“巴斯长官”的石匠公司在18世纪70年代到19世纪60年代在该城市十分有名。
老约翰.伍德设计的圆形广场由三级长长的圆形平台组成。这个圆形的场地，设计的灵感源于古罗马的圆形剧场。正如圆形剧场一样，圆形广场每一层的建筑风格各异：第一层是多利安式风格，最主要的第二层是爱奥尼亚式风格，最高层是科林斯式风格。因此，随着台面的不断升高，装饰也越来越华丽。1754年5月18日，伍德亲自举行奠基礼。5天之后，他便去世了。老伍德直到生命的最后一天都没能看到他风格独特的设计变成现实。

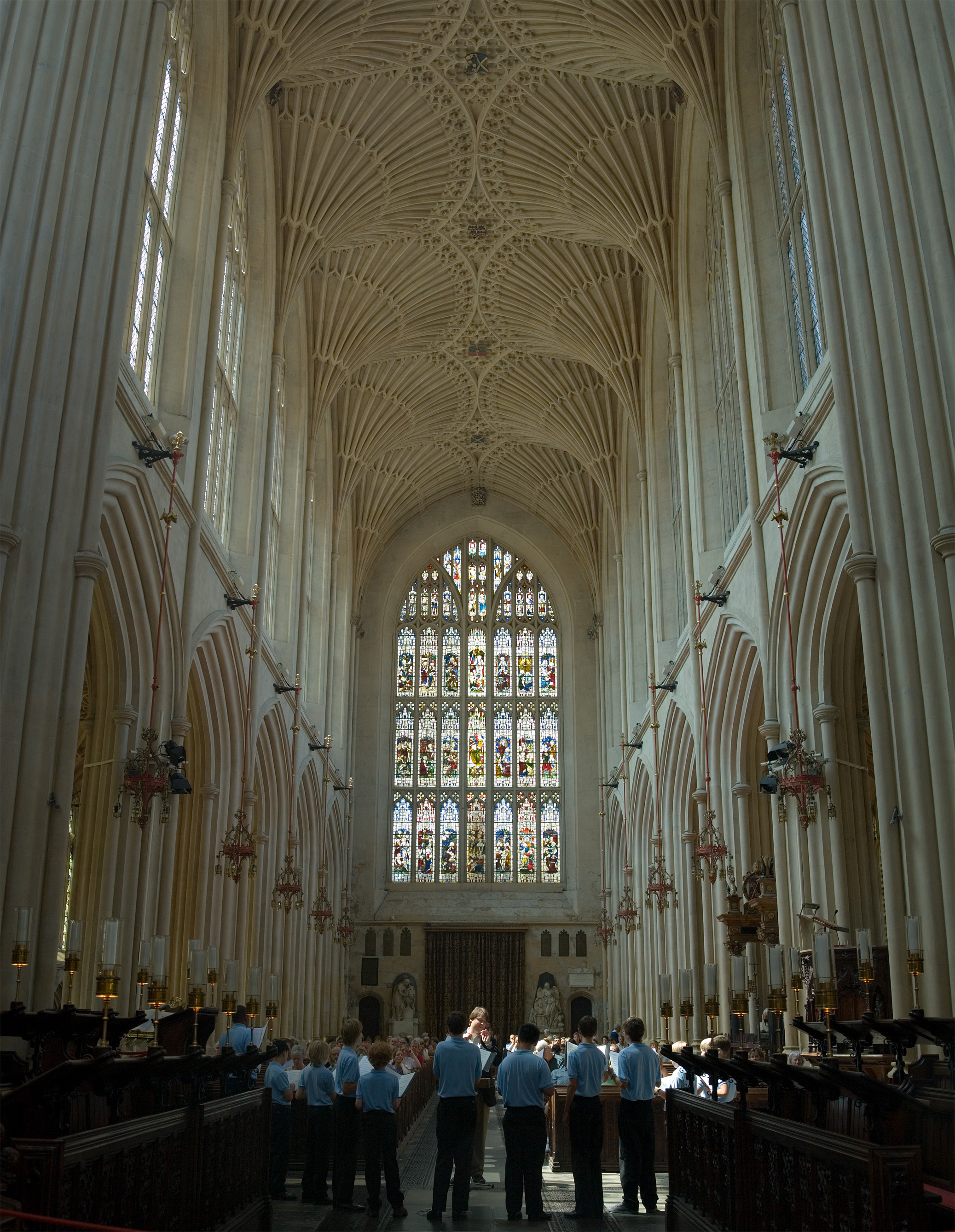
巴斯修道院的扇形拱顶

巴斯最著名的平台式建筑要数皇家新月。皇家新月楼建于1767至1774年间，由小约翰.伍德设计。其实皇家新月楼“表里不一”。伍德设计的这一建筑的外形是一个巨大的圆弧形，大约有30幢楼，每幢楼的第一层都用爱奥尼亚柱来装饰，这些也是伍德设计的。在皇家新月楼的正面，每个购买者买下一定的长度，然后各自雇佣设计师来在正面墙后建造各具特色的房子。因此，有时看似两间房，其实只是一间。这些建筑的设计前后不一：从前面看，它是完全统一和对称的；但是背面的屋顶高度、窗户布局、并列高度都不同。这种“前后迥异”的建筑在巴斯随处可见。
大约在1770年，新古典主义建筑师罗伯特·亚当（Robert Adam）设计了普尔特尼桥。这座横跨埃文河的三孔桥以威尼斯里亚托桥的最初设计为蓝本。里亚托桥最初由帕拉迪奥设计，但这一设计并没有被采用。因此，普尔特尼桥不仅发挥了桥的作用，而且还是一个商业街。在欧洲，这种同时发挥着两种作用的古代桥梁并不多，普尔特尼桥就是其中之一。自自从建造那天起，普尔特尼桥的改造就没有停止过。这座桥是以威廉·普尔特尼（William Pulteney）的名字命名的，威廉·普尔特尼是巴斯威克（Bathwick）地产的拥有者。这是这座桥把巴斯威克和巴斯市中心连接起来。
泵房是乔治亚城市的中心，下集会厅与之相连，它们都由托马斯．鲍德温设计。这位当地建筑师还在这座城市设计了许多其他建筑，其中包括亚皆老街的阶梯和市政厅。鲍德温迅速成名，成为巴斯建筑史上的领军人物。1776年，他当选为首席城规专家，并在1780 年，成为巴斯城的规划设计者。鲍德温的另一件作品，便是他最终居住的达普尔特尼街。这条宽敞的林荫大道大约在1789年建成，长约305米，宽约30米，乔治亚时期的阶梯整齐地排列在街道两边。
在20世纪60年代和70年代早期，巴斯城的一部分被重建，许多18，19世纪的建筑消失，变得面目全非。当时，一场大规模的运动，在很大程度上，阻止了巴斯城重建的脚步。这场运动的精神动力来自亚当．弗格森所著的《巴斯的浩劫》。 “丘吉尔之家”，是一座新式乔治亚风格的市政办公建筑，原本是电力局的办公地点。然而近年来，为了给修建新的巴斯汽车站“让路”，这座19世纪30年代建筑的拆除问题使得争论不断。这也是自2007年开始的索斯盖特重建计划的一部分。根据这项计划，20 年代60世纪的购物中心，汽车站以及多层停车站都被拆毁，而一个新的仿乔治亚风格的购物区域正在修建中。由于这些重建带来的变化，2009年，联合国教科文组织对巴斯城世界遗产地的身份进行重新审查。审查结果是仍让巴斯保留它现在的“身份”。但是教科文组织要求，埃文河沿岸未来阶段的发展计划要向其咨询。并且认为，第二、第三重建阶段所提出的大量密集建筑的计划有待重新考虑。联合国教科文组织还指出，巴斯应该做出更多努力，吸引世界顶级建筑设计，谋求城市的新发展。
位于英国巴斯城巴斯修道院的扇形拱顶，用本地巴斯石建造。教堂拱顶修建于1608年，在维多利亚女王时代（19世纪60年代）被整修。

## 教育
巴斯共有两所大学。巴斯大学于1966年成立。这所大学的物理学，数学，建筑学，管理学和科技在学术界享有盛名。
作为一所大学学院，巴斯泉大学在1992年才被授予颁发学位的权利。直至2005年8月，巴斯泉大学才得以升格为大学。巴斯泉大学的院系设置涵盖了以下课程：艺术和设计，教育，英语和创造研究，历史和文化研究，音乐和表演艺术，科学与技术以及社会科学。
巴斯市还有一所继续教育学院，即巴斯城市学院。此外，中学开设最高年级是6年级，有公立的也有私立的。

## 媒体
巴斯市当地的报纸主要有两种，分别是《巴斯记事报》和《巴斯时报》。1760年，《巴斯编年史》开始以日报的形式发行。自2007年9月中旬，这份报纸改为每周发行一期。《巴斯时报》是一份免费周报，大部分的内容都是当地广告。这两份报纸都是由诺斯克里夫传媒公司发行的。
自从2003年以来，英国广播公司（以下简称BBC）旗下关于萨默塞特郡的网站在巴斯市的新闻和大事报道中佔有重要的地位。
在电视方面，巴斯的电视节目由BBC西部频道(总演播厅设在布里斯托)和ITV西部频道（ITV West，原名HTV）提供，在布里斯托，英国独立电视台也设有一个类似的演播室。
巴斯市的无线广播电台有巴斯调频台，巴斯之心，巴斯大学的1449广播调幅台和流金经典。其中巴斯大学1449调幅URB的主要听众是学生，在校园内或是网上都可收听该广播；经典金1260是一个网上商业电台，其内容主要是当地节目。

## 外部連結
维基共享资源上的相關多媒體資源：巴斯